# Дребен G
Иван Иванов, известен с псевдонима си Дребен G (или Дребен-Джи) е български реге-рап изпълнител и продуцент. Той става известен с песента си „Ръцете си вдигнете“ и „Ла-ла-ла“.

## Биография
Роден е в гр. Варна на 29 август 1980 г.

## Дискография

### Соло
- Един на милион (ft. O.G.) (2000)
- Истории от квартала (2004)
- Redrum (2010)

### Квартални братя
- Проблемът е съдбата (1995)
- Извън закона (1997)
- Завръщане (1999)
- Луната пак изгрява (2003)
- Юда (2005)